# دریاچه دیندا
دریاچه دیندا (انگلیسی: Lake Dynda) یک دریاچه در سرزمین کراسنویارسک کشور روسیه است.